# ACAB
Pour le film, voir A.C.A.B.: All Cops Are Bastards.

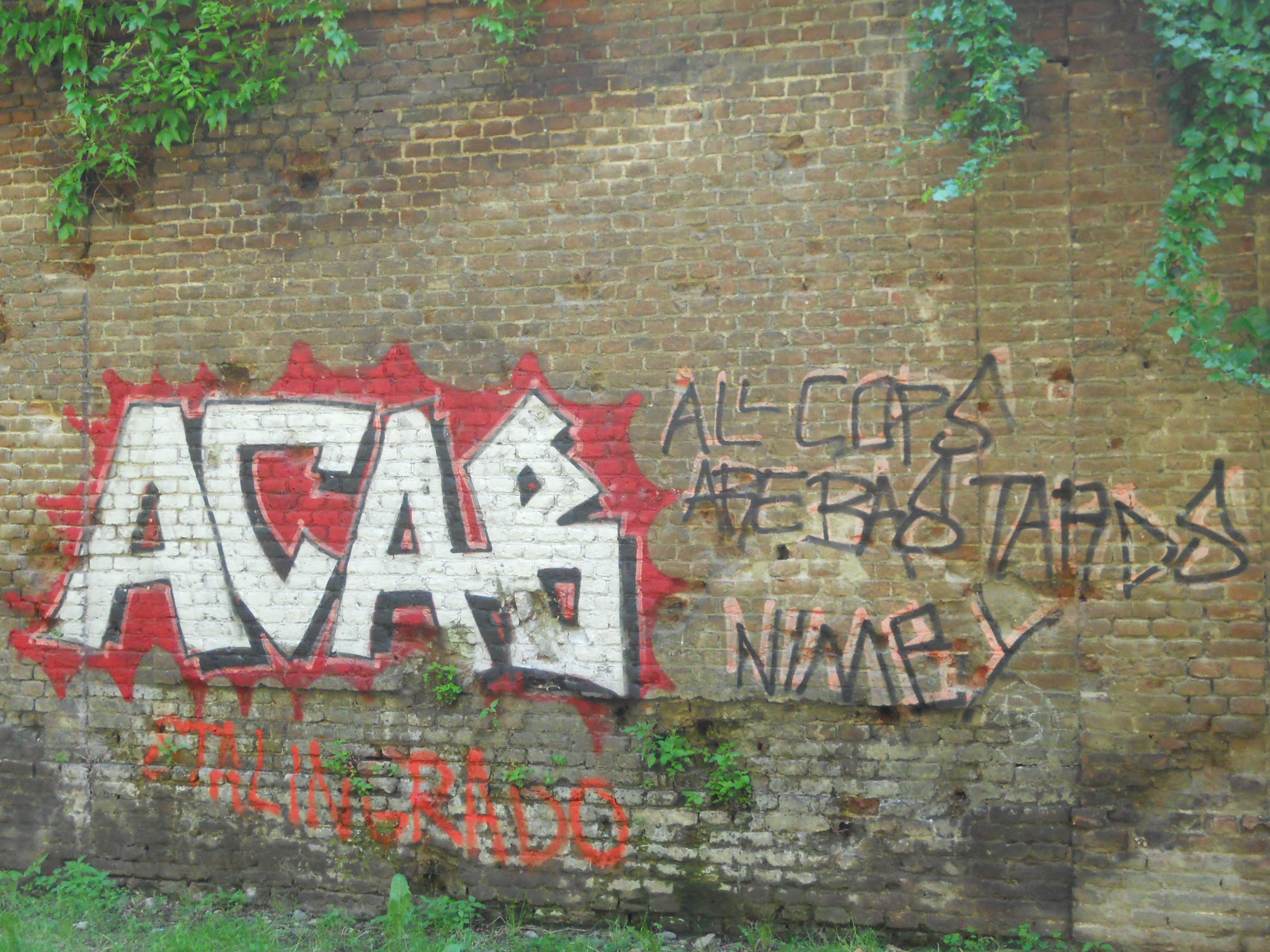
Graffiti ACAB à Turin.

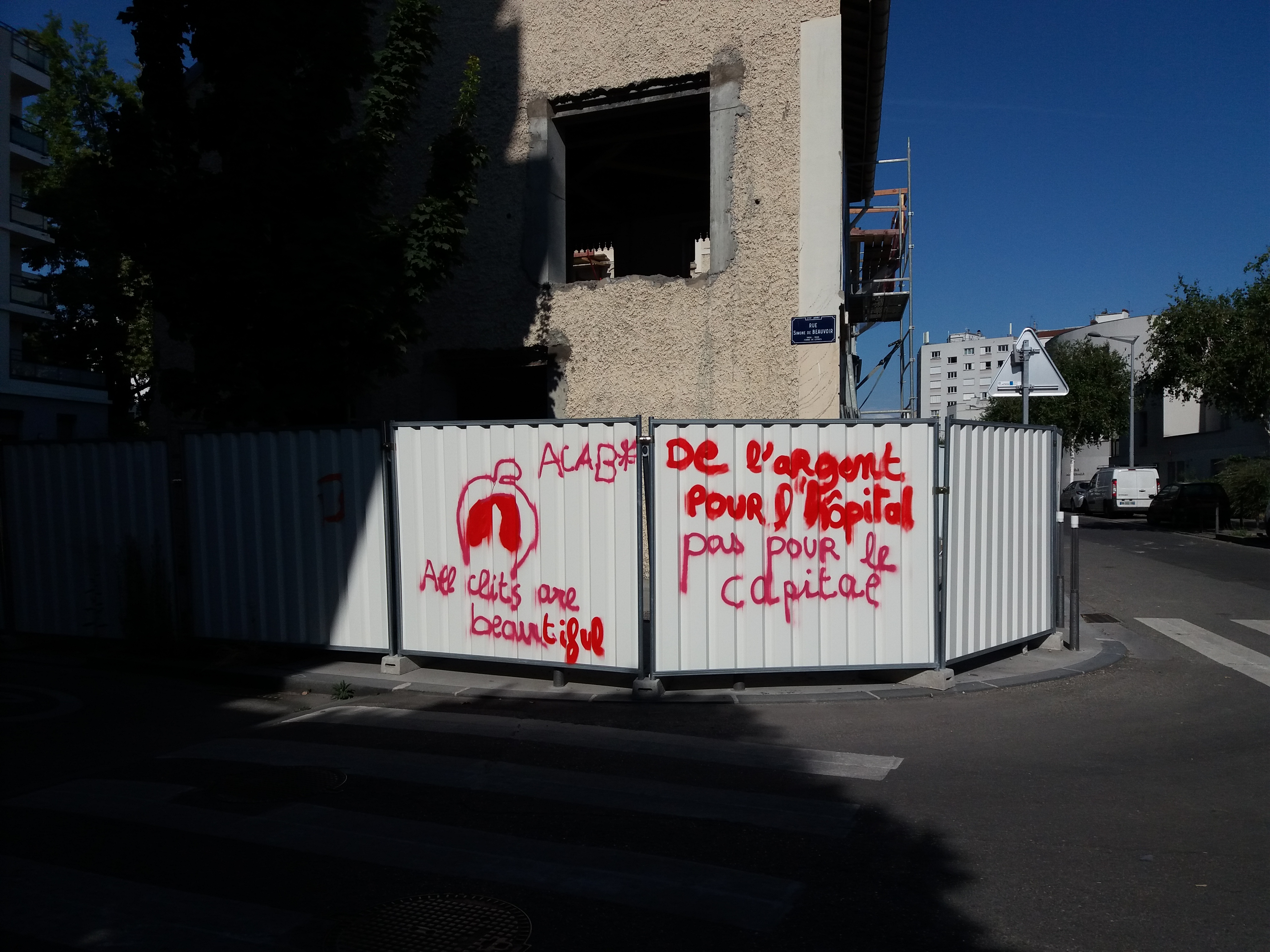
Les lettres « ACAB » pour « All Clits Are Beautiful », graffiti anarcho-féministe à Lyon.

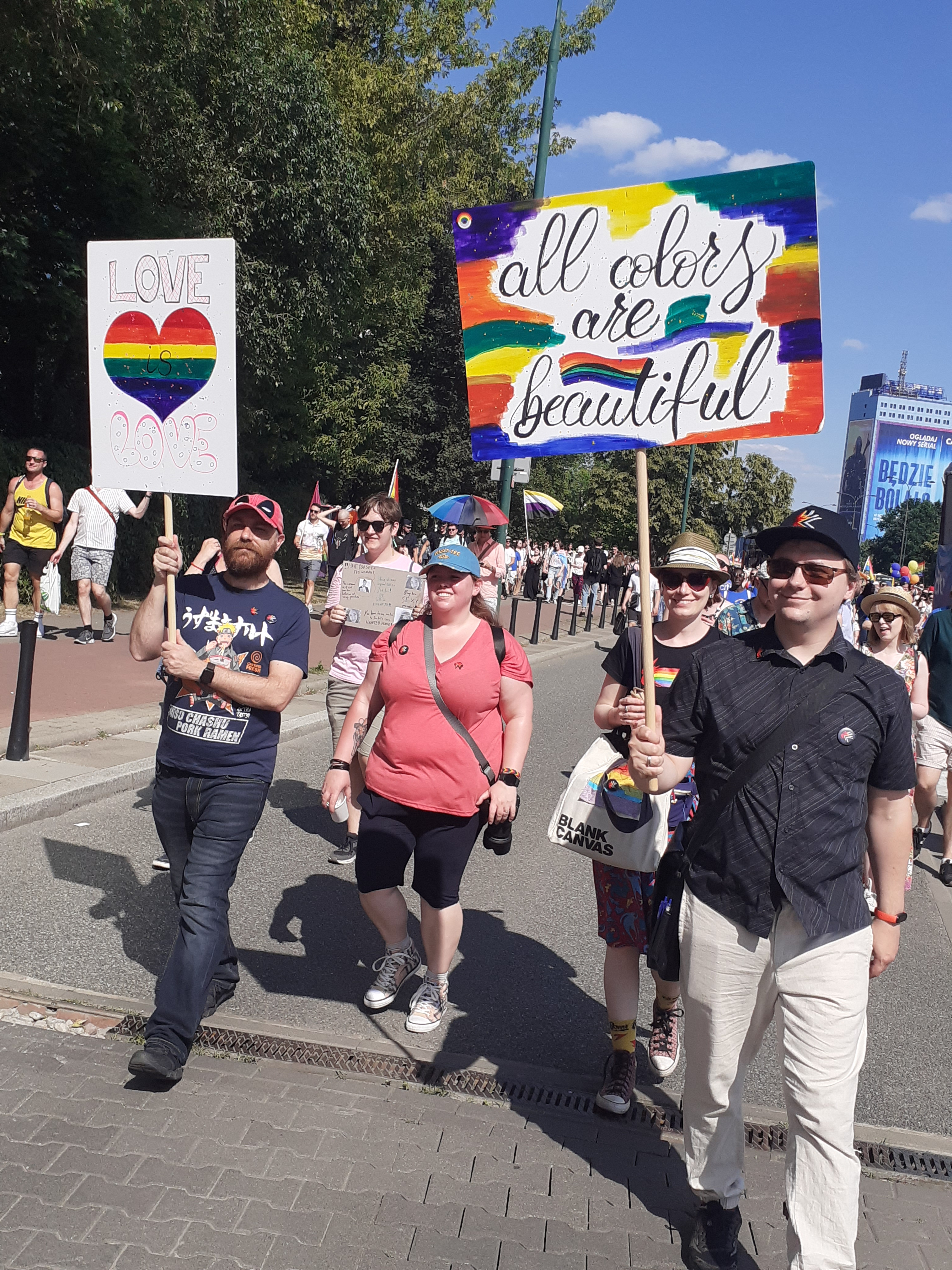
Pancarte « All Colors Are Beautiful » visant à promouvoir la tolérance.

ACAB ([a.kab]), initialement acronyme de l'anglais « All cops are bastards » (« Tous les flics sont des salauds »), est un slogan, à l'origine anti-police, popularisé durant la grève des mineurs britanniques de 1984-1985. Depuis, l'acronyme a été réinterprété et étendu à d'autres revendications politiques, signifiant par exemple :
- « All Capitalists Are Bastards » (« Tous les capitalistes sont des salauds ») chez les militants anticapitalistes[1] ;
- « All Colors Are Beautiful » (« Toutes les couleurs sont belles ») dans le mouvement antiraciste[2] ;
- « All Clitoris Are Beautiful » (« Tous les clitoris sont beaux ») au sein de la mouvance féministe[3],

devenant ainsi un acronyme généraliste d'opposition à l'oppression.
ACAB est parfois remplacé par le nombre 1312, en référence à la position des quatre lettres dans l'alphabet latin.

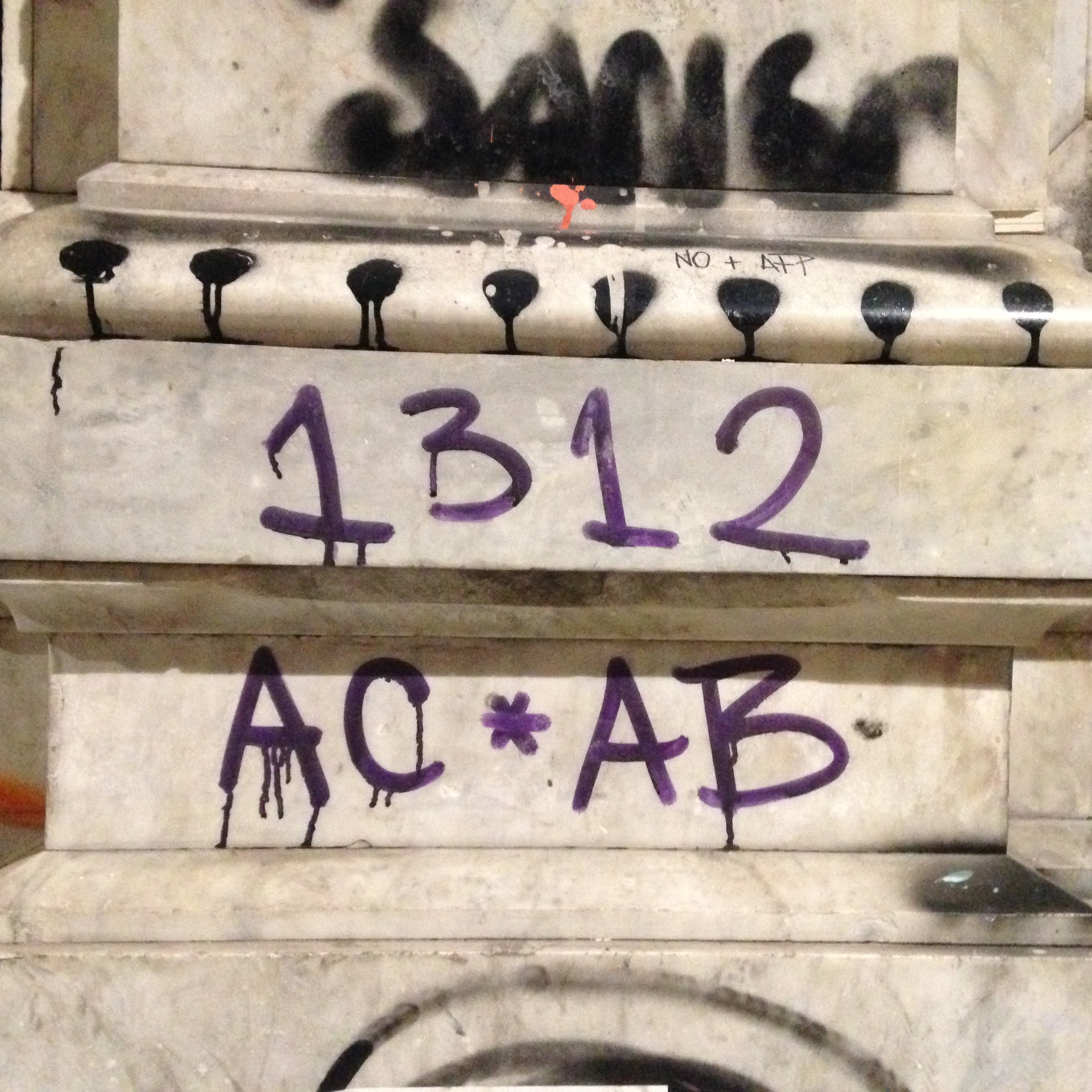
Tag 1312 - ACAB à La Serena, au Chili.

## Historique

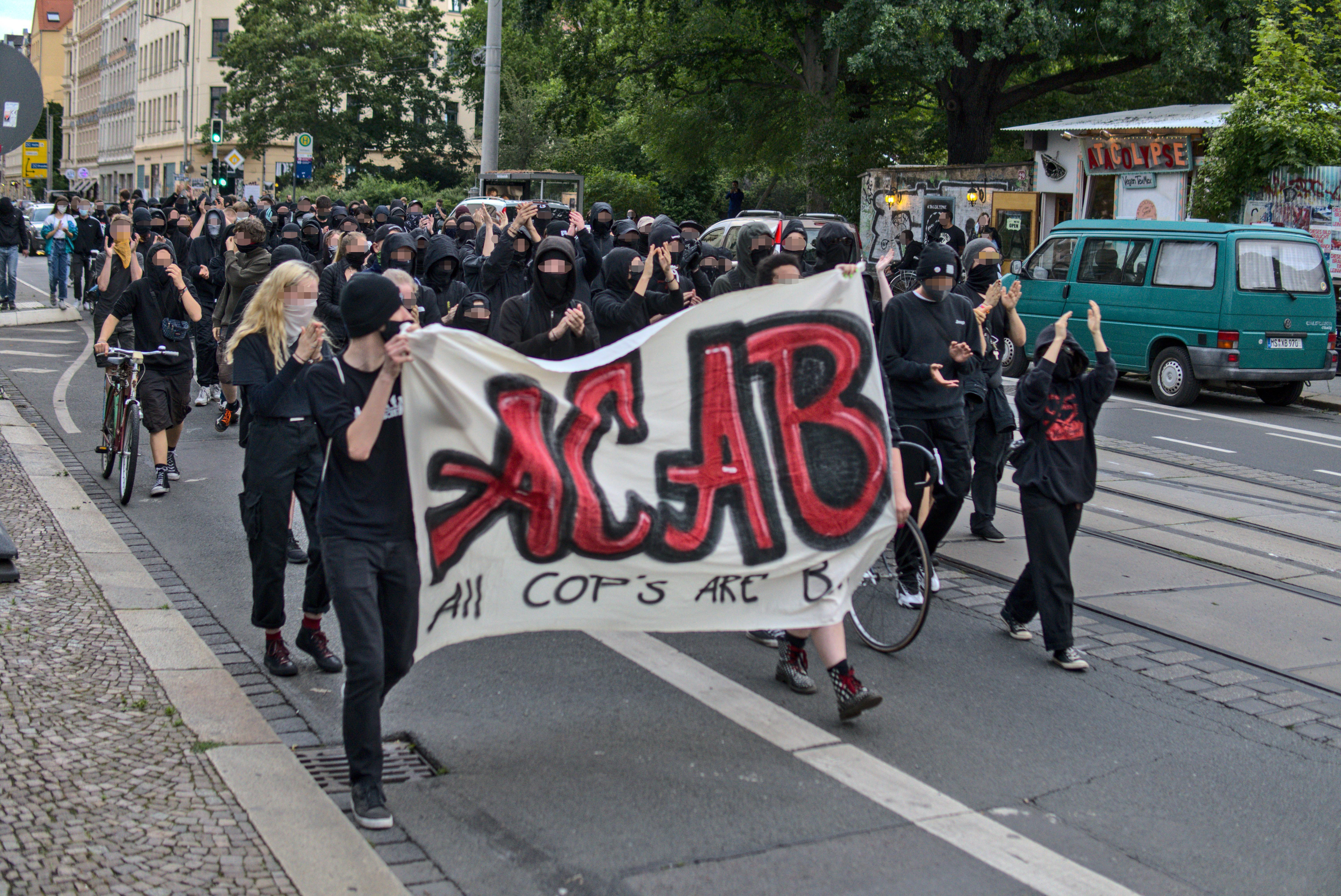
Anarchistes protestant avec une bannière ACAB

Le Monde situe la création de l'acronyme dans l'Angleterre ouvrière des années 1920 ou 1940. Selon une autre source, ACAB aurait été utilisé comme tatouage dans les prisons au Royaume-Uni à partir des années 1940, puis a été repris par les bikers américains dans les années 1960, avant d’être popularisé par les skinheads dans les années 1970. The 4-Skins, groupe britannique de punk rock Oi! a participé à populariser cet acronyme dans une chanson du même nom datant de 1980,.
Plus tard, il a été réutilisé lors d’affrontements dans les rues ou par certains supporters de football Ultras,,.
L'acronyme est souvent jugé comme une insulte par la police et les tribunaux, notamment en Allemagne.
Selon l'avocat Antoine Lyon-Caen, "ACAB ce n'est pas une injure. Initialement, ça fait état de l'origine populaire des policiers. La formule aux États-Unis n'a rien d'injurieux, elle a été inventée pour marquer la tension qui existe au sein de la police d'être né dans les milieux populaires et d'intervenir dans ces mêmes milieux. C'est ça la bâtardise initiale."

## Détournements
Il peut en outre faire l'objet de détournements en dehors du champ politique comme dans « All Cats Are Beautiful » (tous les chats sont beaux), ou encore « All Cops are Brothers » (« tous les flics sont frères ») par la police.

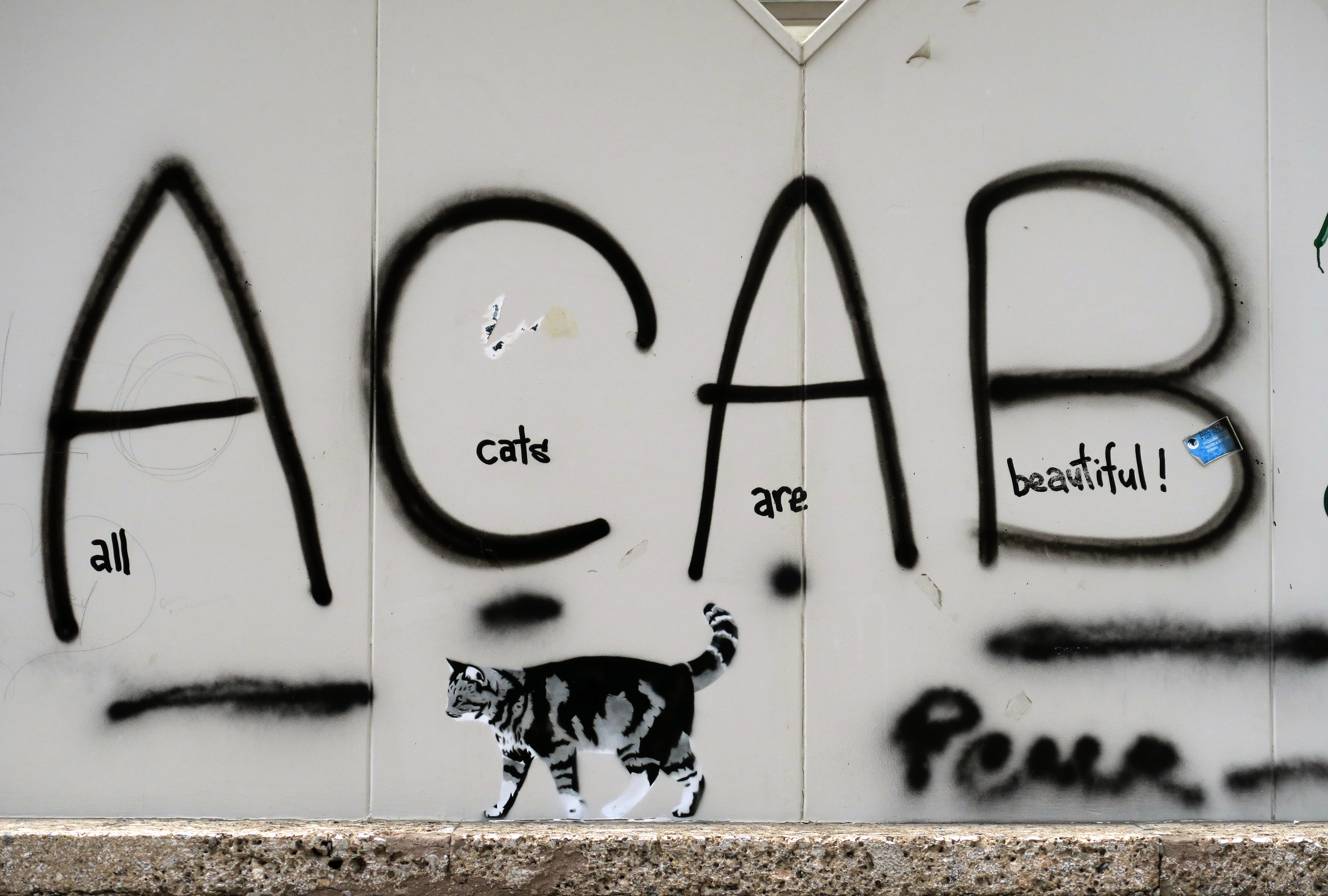
Détournement populaire All Cats are Beautiful.

## Dans la culture
- A.C.A.B.: All Cops Are Bastards, film italien réalisé par Stefano Sollima sorti en 2012.